# Koshantschikovius holmi
Koshantschikovius holmi är en skalbaggsart som beskrevs av S. Endrödi 1983. Koshantschikovius holmi ingår i släktet Koshantschikovius och familjen Aphodiidae. Inga underarter finns listade i Catalogue of Life.